# Nupserha malabarensis
Nupserha malabarensis là một loài bọ cánh cứng trong họ Cerambycidae.